# 大賀ハス

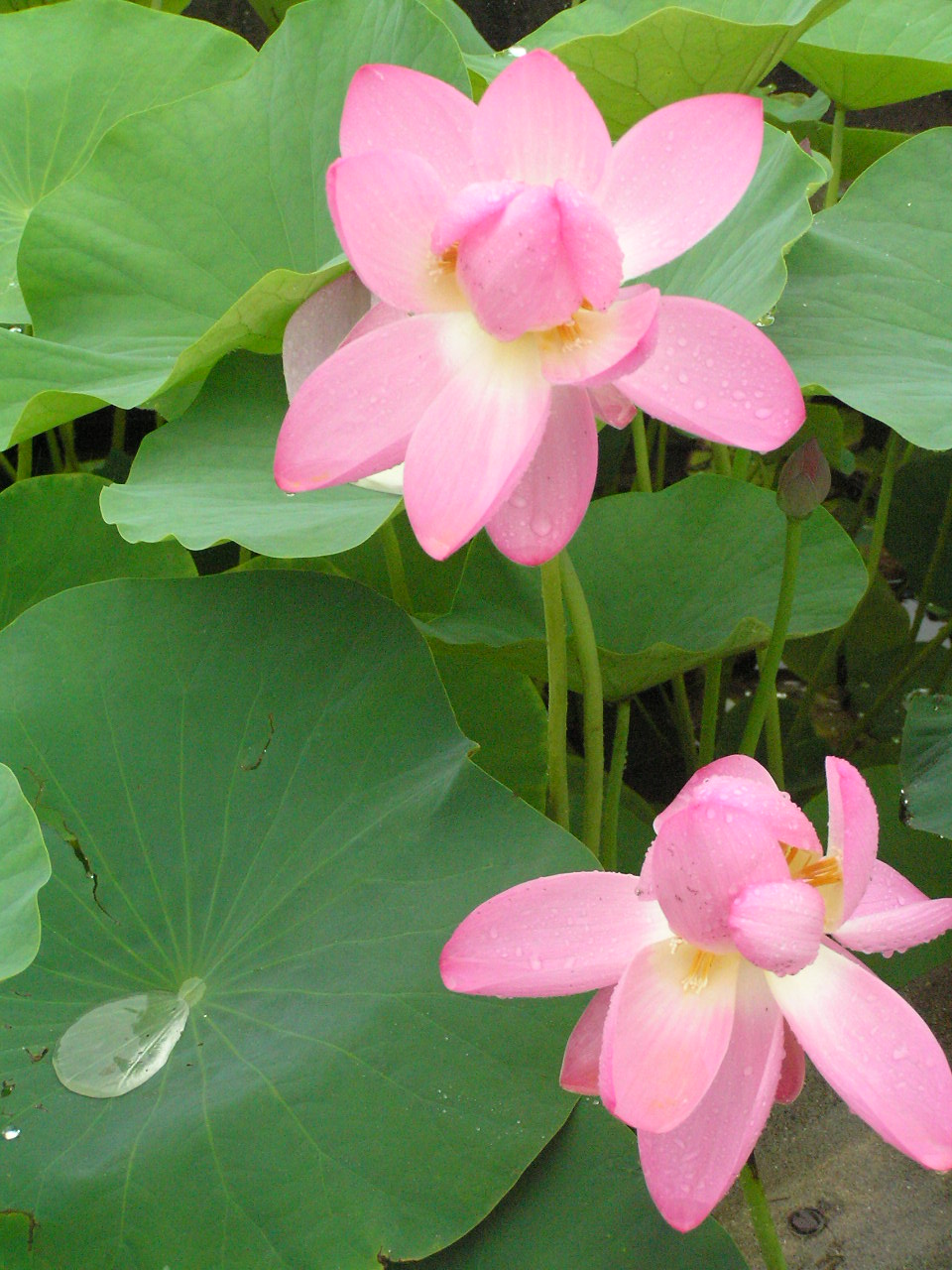
大賀ハス

大賀ハス（オオガハス、おおがはす）は、1951年（昭和26年）、千葉県千葉市検見川（現・千葉市花見川区朝日ケ丘町）にある東京大学検見川厚生農場（現・東京大学検見川総合運動場）の落合遺跡で発掘された、今から2000年以上前の古代のハスの実から発芽・開花したハス（古代ハス）である。

## 概要

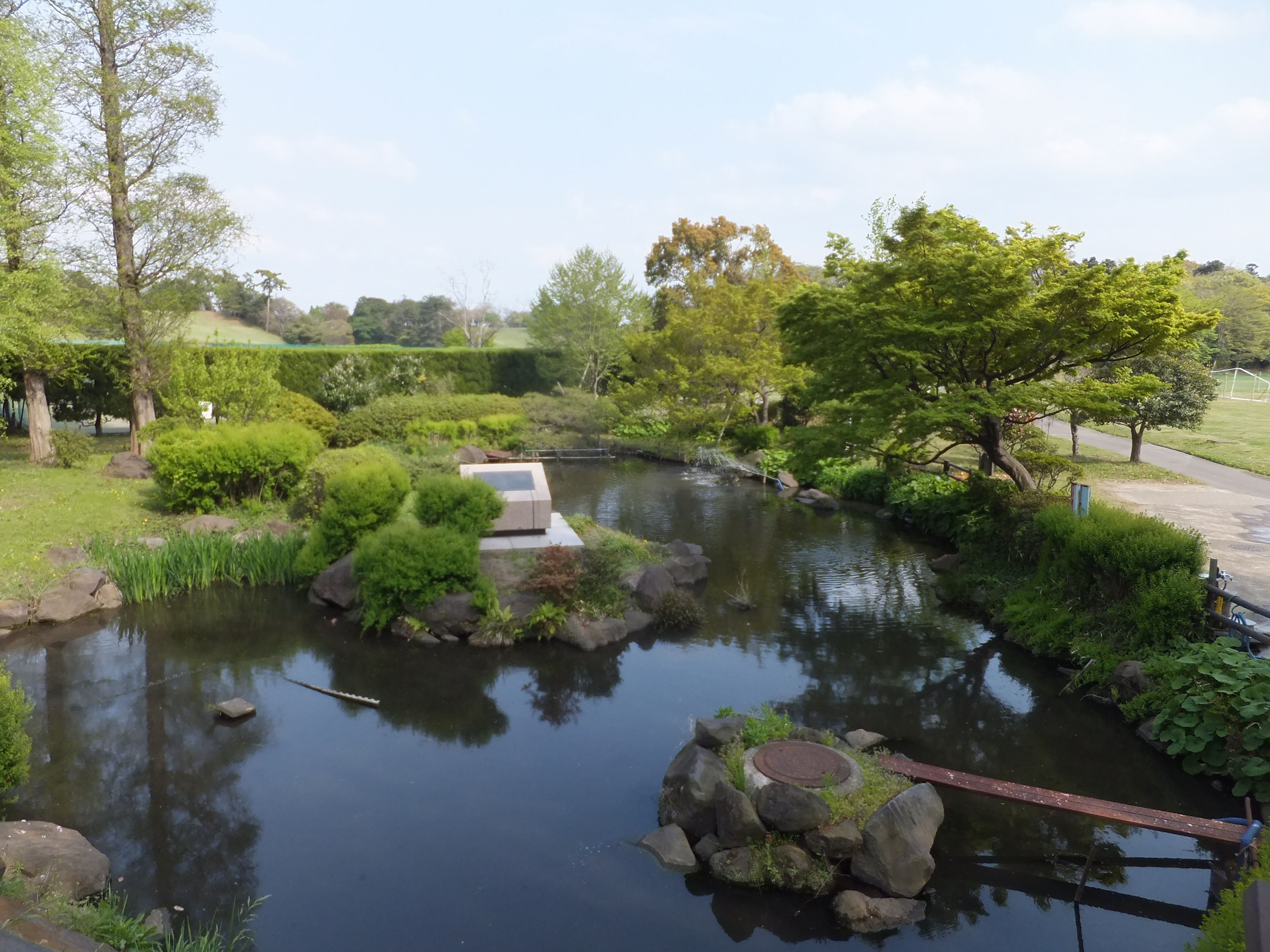
大賀ハス発祥の地（千葉市花見川区）

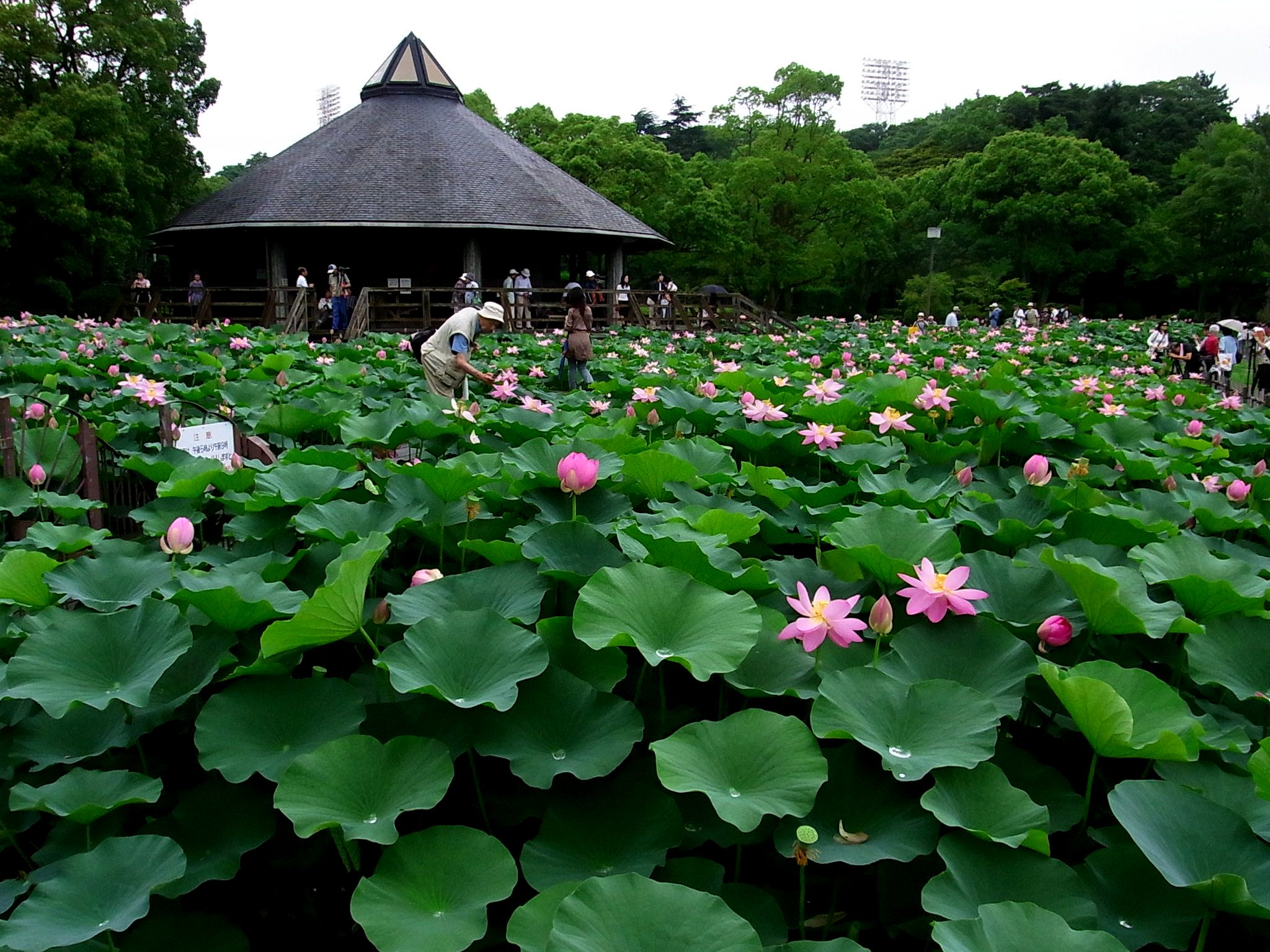
千葉公園の大賀ハスと古代蓮資料館（千葉市中央区）

戦時中に東京都は燃料不足を補うため、花見川下流の湿地帯に豊富な草炭が埋蔵されていることに着目し、東京大学検見川厚生農場の一部を借り受け草炭を採掘していた。採掘は戦後も継続して行われていたが、1947年（昭和22年）7月28日に作業員が採掘現場でたまたま1隻の丸木舟と6本の櫂を掘り出した。このことから慶應義塾大学による調査が始められ、その後東洋大学と日本考古学研究所が加わり1949年（昭和24年）にかけて共同で発掘調査が行われた。その調査により、もう2隻の丸木舟とハスの果托などが発掘され、「縄文時代の船だまり」であったと推測され落合遺跡と呼ばれた。そして、植物学者でハスの権威者でもある大賀一郎（当時・関東学院大学非常勤講師）が発掘品の中にハスの果托があることを知り、1951年（昭和26年）3月3日から地元の小・中学生や一般市民などのボランティアの協力を得てこの遺跡の発掘調査を行った。調査は困難をきわめめぼしい成果はなかなか挙げられなかったが、翌日で打ち切りという30日の夕刻になって花園中学校の女子生徒西野真理子により地下約6mの泥炭層からハスの実1粒が発掘され、予定を延長し4月6日に2粒、計3粒のハスの実が発掘された。大賀は5月上旬から発掘された3粒のハスの実の発芽育成を、東京都府中市の自宅で試みた。2粒は失敗に終わったが3月30日に出土した1粒は育ち、3つに株分けし、そのうちの1つが畑町の醤油屋の伊原家で育てられ、翌年の1952年（昭和27年）7月18日にピンク色の大輪の花を咲かせた。
「昭和 (1951)年に、大賀一郎博士が現在の東京大学検見川総合運動場の地層から古代ハスの実を発掘されました。発芽した蓮根は3つに分けられ、そのうちの一つが御祖父様の伊原茂さんに預けられ、見事に花を咲かされたと伺いました。 」（千葉市オーラルヒストリー・大賀ハス～伊原茂久氏インタビュー～編：千葉市中央図書館発行）
このニュースは国内外に報道され、米国ライフ週刊版1952年11月3日号に「世界最古の花・生命の復活」として掲載され「大賀ハス」と命名された。また大賀は、このことに誹謗中傷する人もいたことから年代を明確にするため、ハスの実の上方層で発掘された丸木舟のカヤの木の破片をシカゴ大学原子核研究所へ送り年代測定を依頼した。シカゴ大学のウィラード・リビーらによって放射性炭素年代測定が行われ、ハスの実は今から2000年前の弥生時代以前のものであると推定された。
この古代ハスは、1954年（昭和29年）6月8日に「検見川の大賀蓮」として千葉県の天然記念物に指定された。また1993年（平成5年）4月29日には千葉市の花として制定され、現在千葉公園（千葉市中央区）ハス池で6月下旬から7月に開花が見られる。日本各地は元より世界各国へ根分けされ、友好親善と平和のシンボルとしてその一端を担っている。大賀の自宅近くには、大賀の銅像が建てられ府中市郷土の森公園修景池ではこの二千年ハスが育てられており、鑑賞会が催されている。
2012年（平成24年）になって、東京大学が、法人化に伴う財政難から、大賀ハスの生育されている施設などの売却を検討していることが判明した。これに対し、千葉市では大賀ハスが千葉市の市花やシンボルキャラクターともなっていることなどを考慮し、存続を求めた。現在は騒動は収束し、ボランティア団体「大賀ハスのふるさとの会」が東京大学からハス見本園の管理を引き継ぎ、観蓮会の開催や蓮文化の継承と普及を行っている。

## 大賀ハスが移植された施設
- 井戸尻遺跡史跡公園（長野県富士見町）
- 弘前公園（青森県弘前市）
- 対泉院（青森県八戸市）
- 千秋公園（秋田県秋田市）胡月池
- 四季の里緑水苑（福島県郡山市）
- 古河総合公園（茨城県古河市）

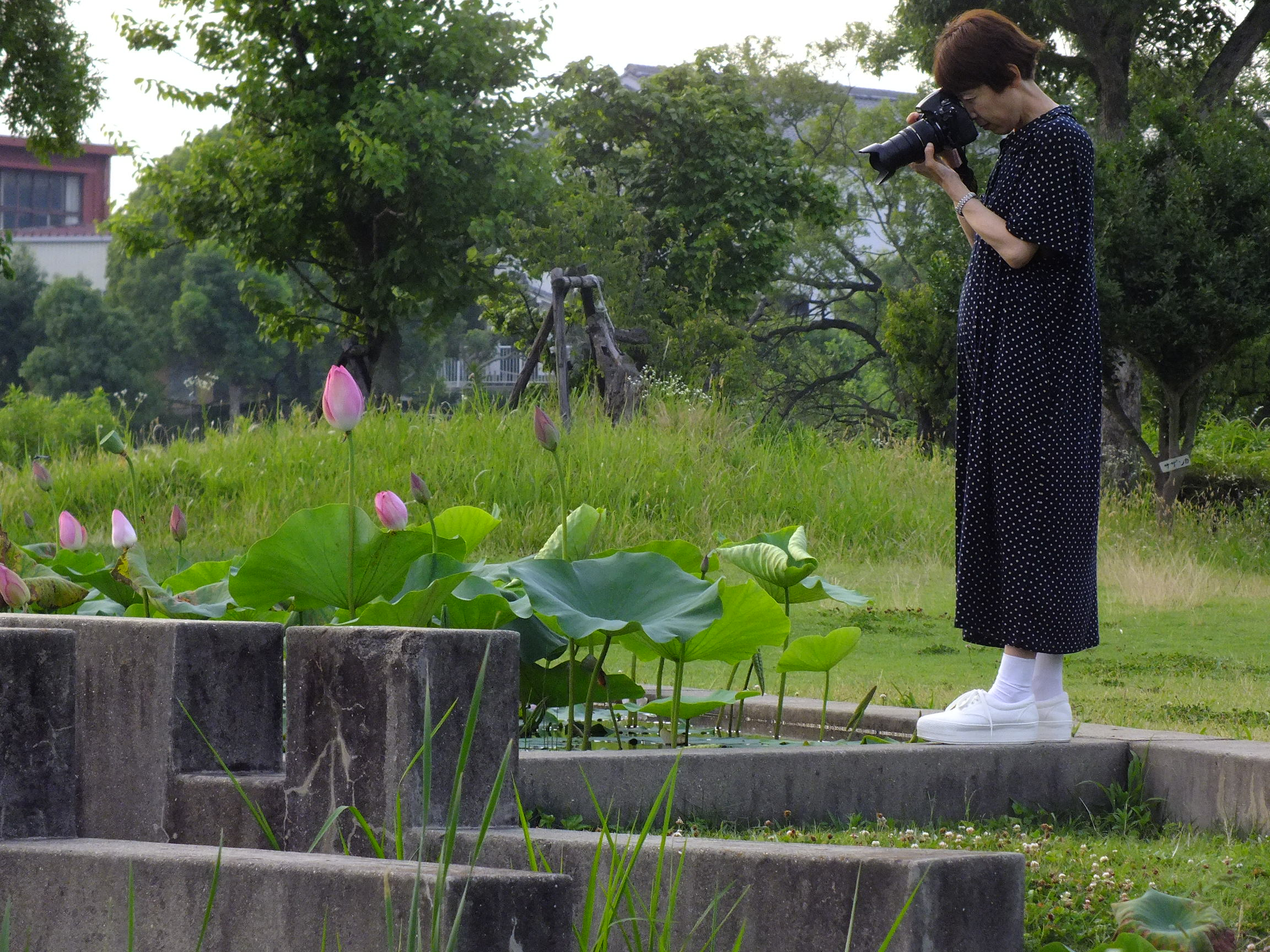
平池公園には、昭和58年に鳥取県農業試験場 から譲り受けた15粒の種子を発芽・繁殖させたもので、時期にはアマチュアカメラマンが多く訪れる。

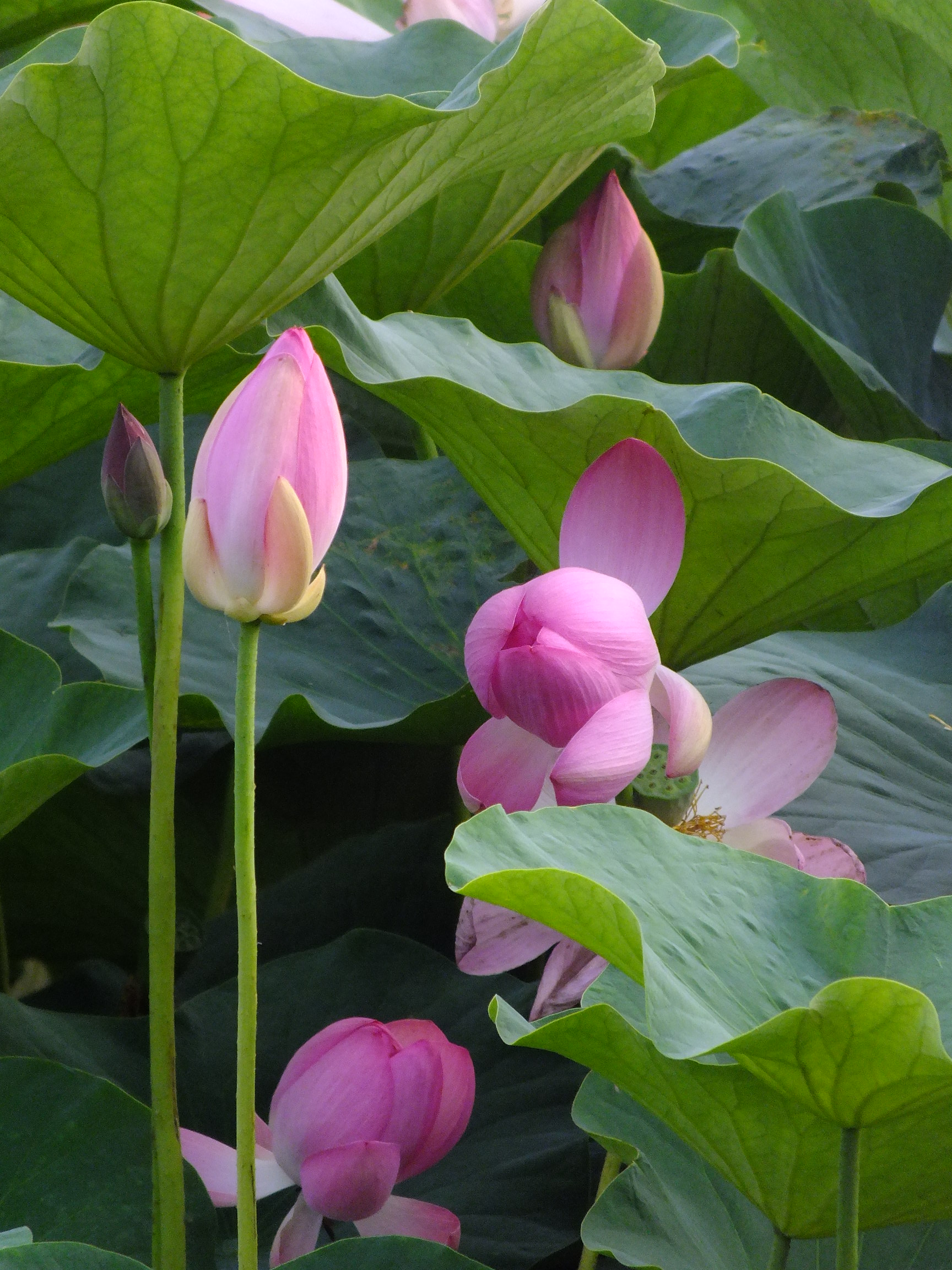
大賀ハス（古代ハス）平池公園

- 成田国際空港（千葉県成田市） - 第1旅客ターミナルビル前「蓮の和風庭園」[6]
- DIC川村記念美術館（千葉県佐倉市）
- 善心寺（東京都文京区）
- 府中市郷土の森公園修景池（蓮池）（東京都府中市）[4]
- 府中市寿中央公園 ひょうたん池（蓮池）（東京都府中市）- 寿中央公園
- 府中市立図書館（東京都府中市）- 大賀ハス日誌[7]
- 町田薬師池公園(東京都町田市)
- 東京大学大学院農学生命科学研究科附属生態調和農学機構ハス見本園 (東京都西東京市)[8]
- 北方文化博物館（新潟県新潟市)
- 善光寺（長野県長野市）[9]
- 岡崎市立城北中学校（愛知県岡崎市）
- 青蓮寺（三重県名張市）
- 堺市都市緑化センター ハス池（大阪府堺市堺区）
- 本福寺水御堂（兵庫県淡路市）
- 平池公園（兵庫県加東市）
- 伯耆古代の丘公園 (鳥取県米子市)
- 荒神谷史跡公園（島根県出雲市）
- 大田市民会館(島根県大田市)
- 後楽園（岡山県岡山市） - 大賀一郎の出身地
- 土井ヶ浜遺跡・人類学ミュージアム（山口県下関市）
- 定福寺（高知県大豊町）
- 吉野ヶ里歴史公園（佐賀県吉野ヶ里町、神埼市）
- 聖光寺（佐賀県多久市）
- 熊本国府高等学校（熊本県熊本市）
- 記紀の道（宮崎県西都市）
- 平池緑地公園（和歌山県紀の川市貴志川町神戸）
- 北見ハスの池（鏡池）（北海道北見市）
- 沖縄県那覇市首里・円覚寺放生池
- 大賀ハス園(山梨県韮崎市)